# Jumpstyle

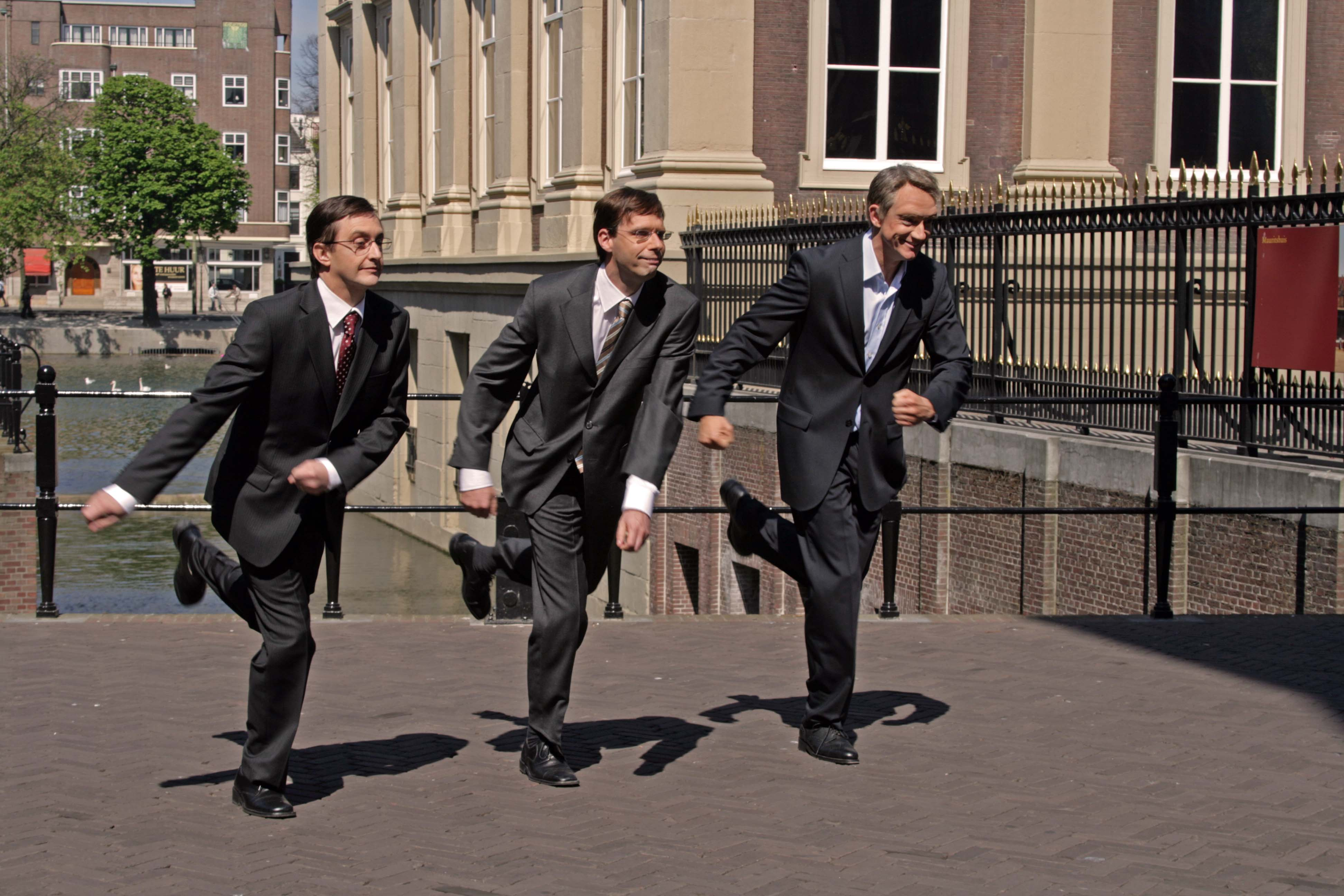
Tres comediants neerlandesos en el paper de tres ministres ballant jumpstyle.

El jumpstyle és un estil de ball i gènere musical vinculats a la música electrònica i oriünds de l'Europa Occidental. Va néixer a principis dels noranta a Bèlgica com una variant més lenta del hardcore, després de la qual cosa va entrar als Països Baixos, on amb l'ajuda de Patrick Jumpen (productor nº1 de música Jump a 2006) es va afavorir la seva expansió per gran part d'Europa.
El jumpstyle es caracteritza per un ritme ràpid i un joc de peus molt dinàmic i intens, compost per tota mena de girs, cops de peu i salts. Se li va atribuir el nom de jumpstyle a causa d'aquestes característiques i als forts baixos encarregats de marcar el ritme, encara que els termes jump (salt en català) i jumpen (unió del terme jump- (anglès) i el sufix -en (neerlandès)) també s'utilitzen indistintament.

## Història
El Jumpstyle (música) és originari de Bèlgica i es va iniciar el 1991. No va aconseguir popularitat i no va durar molt de temps a diferència d'altres estils electrònics musicals; però, va tornar al públic a mans d'Holanda i s'està fent popular a través de tot Europa. El primer nom d'aquest gènere musical va ser Jump, quan es va introduir per primera vegada al món, però va tenir un canvi significatiu en els Països Baixos a principis del 2000 que va passar a anomenar-se Jumpstyle i se li va afegir la terminació -en. Patrick Jumpen també ha estat el responsable del (per ara) petit moviment de ball que va sorgir també el 2006 el qual, actualment, es balla en una raonable quantitat de països. (Destacant Europa i Amèrica). El ball ha anat evolucionant i variant fins a aconseguir una millor estètica i construint un ball molt més estructurat. Després que el Jumpstyle es comencés a massificar per Internet. Va començar la seva evolució com a ball:

## Música
La música que acompanya jumpstyle deriva del happy hardcore i gabber. El seu tempo és generalment entre 135 i 150 BPM. No obstant això, no pot ser vist simplement com una versió més lenta de gabber. Té influències del Chicago House i el hard dance. També el ball sol estar acompanyat de música hardstyle.

## Estils de ball
Tot i que es denominin com estils diferents, no deixen de ser Jumpstyle. El canvi de nom no és més que l'excusa que se li ha anat donant pel que fa a l'evolució amb el pas dels anys, cadascú amb els seus propis passos bàsics i la seva estructura, sent les cames el component més important en cadascun ells.
- Oldschool - Format per alguns dels primers passos creats a Europa. Són passos senzills i bàsics amb els quals s'ha afavorit l'extensió del ball, ja que són ràpids i fàcils d'aprendre. Hi ha un gran nombre de tutorials per aprendre per tot Internet. (Pas bàsic de 5 tocs)
- Hardjump - És el nom que reben els primers canvis de base en el Jumpstyle. Es van aprendre noves combinacions i transicions i el pas bàsic passa a tenir 6 tocs, canviant la postura tornant-se un ball més d'acord amb un nou estil de música, més ràpid i més fort, el qual és molt més utilitzat que l'estil de música Jumpstyle anomenat Hardstyle.
- Sidejump - Un nou corrent en el ball, amb moltíssimes més transicions i combinacions, on els passos bàsics van començar a brillar per la seva absència, van aparèixer noves rotacions i hi va haver un fort canvi en la velocitat del ball, més en creença de molts, l'important no era només innovar en passos, si no aconseguir plasmar-los en estil i ritme de Hardstyle la qual cosa, era molt més difícil que amb el Hardjump, i per això no va tenir molt bona acollida per molta gent, ja que es veien errors com que els Jumpers perdien el ritme. A diferència del seu predecessor, no ha estat un estil tan aclamat i avui en dia, poques referències hi ha sobre el Sidejump, ja que la conseqüència de la innovació ha passat a anomenar Ownstyle. (Bàsic de 4 tocs)
- Hardfreestyle - És la unió de l'estil i postura del Hardjump amb l'adherència de nous passos, inventats i utilitzats en altres balls com la famosa Key. Un camí intermedi entre el Hardjump i el Sidejump, més còmode i enèrgic per ballar. (Bàsic de Hardjump i Sidejump)
- Ownstyle - Respecte a aquest terme hi ha moltes opinions. Va ser una etapa del Jumpstyle nascuda al voltant de 2007-2009 a Polònia. Actualment és l'estil favorit de Jumpstyle a tot el món. Com el propi nom indica, es denomina Estil propi i és l'etapa del ball amb més innovació, més encara sabent que avui en dia segueix creixent, sent el sub-estil de ball més valorat. Les transicions comencen a ser cada vegada més vistoses, més perfectes i més complicades. La unió de nous passos i combinacions de més estils de ball com el Hip-Hop, el Ballet, etc., sense perdre els moviments bàsics, elaborats amb noves transicions creades dins de l'estil del Jumpstyle, les cames no deixen de jugar el paper més important però actualment les tècniques per ballar han anat millorant, corregint la postura de l'esquena i els moviments de braços, els quals ajuden a mantenir l'equilibri. Va aparèixer la tendència dels anomenats Spins (voltes en català), des del terra o en l'aire. Val a dir que quan aquest corrent va començar, el Ownstyle era alguna cosa més especial, ja que les tendències en el ball eren més limitades, i cada Jumper es limitava a l'estil de preferència al seu propi país. Així com a Espanya no es va acabar d'integrar del tot el Ownstyle fins gairebé el 2011.Hoy en dia cada un troba la seva pròpia forma de ballar, així que gairebé es pot dir que tots ballen actualment Ownstyle.
- Tekstyle - Potents puntades, aixecades a gran altura al ritme d'una base semblant a la del Jump. És un estil ballat amb música anomenada TekStyle Jumpstyle (Industrial Jump). És un estil molt menys apreciat que el Jumpstyle com a gènere musical i de ball. No té molta relació amb la forma de ballar del seu veritable gènere, can bàsic i forma de ballar totalment diferent.

## Jumpstyle a Europa
Als Països Baixos, Bèlgica, Alemanya, Polònia, Rússia i altres països nòrdics és un estil de ball molt reconegut i amb un gran nombre de seguidors.